# Sérgio Paulo

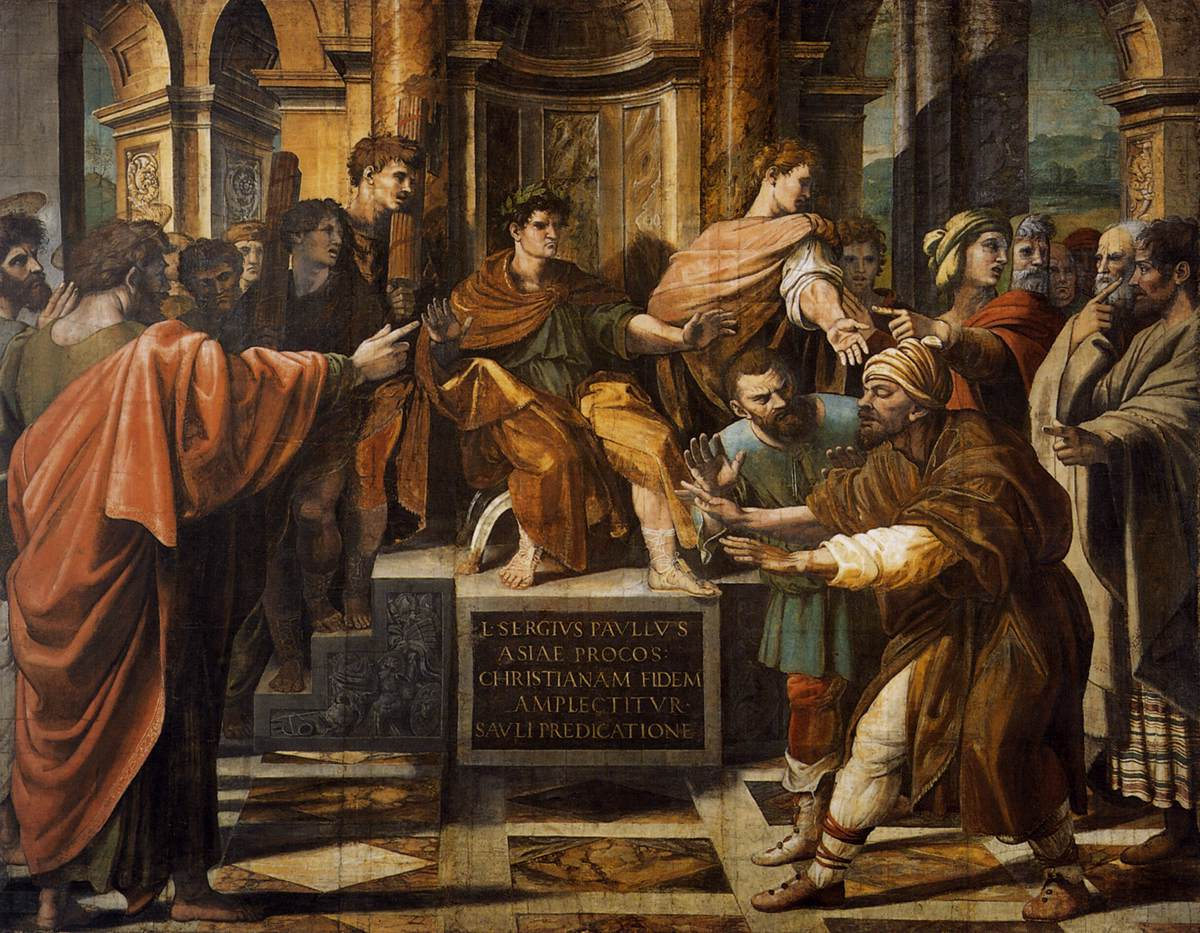
Elimas, o mago, é cegado perante Sérgio Paulo
Por Rafael, atualmente no Victoria and Albert Museum em Londres.

Lúcio Sérgio Paulo (em latim: Lucius Sergius Paulus), foi um procônsul em Chipre sob o imperador romano Cláudio no século I. Aparece nos Atos dos Apóstolos (Atos 13:6–13) em Pafos, onde Paulo, acompanhado de Barnabé e João Marcos conseguiram superar as tentativas de Bar-Jesus (ou Elimas) e converteram-no ao cristianismo.
Um marco de fronteira da época de Cláudio e mencionando Sérgio foi descoberto em Roma em 1887. Ele relata o apontamento em 47 de um curador das margens e do canal do rio Tibre, um dos quais era Sérgio. Como acredita-se que a viagem de Paulo tenha ocorrido na primeira metade da década de 40 (com alguns acadêmicos colocando-a ainda mais cedo), acredita-se que Sérgio tenha primeiro servido seus três anos como procônsul em Chipre e depois retornado a Roma, onde foi então apontado curador.
Como ele não foi cumprimentado por Paulo em sua Epístola aos Romanos, é possível que ele tenha morrido antes de ela ter sido escrita.
Ele foi o primeiro de seis senadores romanos de nome Lúcio Sérgio Paulo, de Antioquia da Pisídia, incluindo um cônsul em 95 e outro em 168. O último deles foi também senador e pai de Sérgia Paula, que se casou com Quinto Anísio Fausto, legado da Numídia e cônsul em 198, e mãe de Quinto Anício Fausto Paulino, legado da Mésia Inferior entre 229 e 230/232